# RBK-250
RBK-250 je ruska kasetna bomba od 250 kg (550 lb) za jednokratnu upotrebu koja je razvijena u Sovjetskom Savezu. Dimenzije kontejnera ove kasetne bombe su 2,3 m (7,5 ft) dužine i 0,4 m (16 in) prečnika. Dok male kasetne bombice su dimenzija: Dužina im je 33 cm (1,08 ft), ukupna težina male bombice je 2,8 kg (6,2 lb), dok težina bojeve glave iznosi 500 g (1,1 lb) eksploziva. Može da se baca iz aviona i helikoptera, koristi se za napad na tačkaste mete u određenom delu područja.

## Razvoj
RBK-250 je razvio SRPE Basalt u Moskvi početkom 1970-ih. Poboljšana verzija RBK-250-275 razvijena je kasnih 1980-ih. RBK-250-275 je prvi put predstavljena javnosti 1993. godine. Distribuciju vrši Aviaekport i Rosoboroneksport. 

## Opis
Postoje dve različite verzije i to: RBK-250 i RBK-250-275. Prva proizvedena verzija je RBK-250. Ima ravan nos bombe sa vitkim stabilizirajućim krilima pozadi. Verzija RBK-250-275 je proizvedena kasnije i ima zašiljeni nos bombe i produženi repni deo sa manjim stabilizirajućim krilima. Obe verzije imaju cilindrični trup sa kružnim poprečnim presekom. Trup se sastoji od čeličnog okvira sa aluminijumskom kućištem. Iza vrha se nalazi vremenski osigurač. Detonatori ATK-EK i ATK-E ili TM-24A i još se koristi se TM-24B. U centralnom delu bombe nalazi se perforirana centralna cev u kojoj se nalazi pirotehničko izbacivno punjenje. Kasetna municija je raspoređena oko centralne cevi. Na repu bombe se nalaze četiri stabilizacijska krila, oko kojih je pričvršćeno kutijasto krilo. Bomba je promera od 250 mm (9,8 in) i može se montirati na spoljne utovarne stanice raznih ruskih aviona. Kada se ispusti, RBK-250 prati balističku putanju. Nakon unapred određenog vremena, kontejner bombe se odvaja. Kasetna municija se sada raspoređuje prema principu kante za zalivanje paljenjem izbacivajućeg punjenja i rotacijom bombe preko ciljnog područja. U zavisnosti od visine i brzine leta, kasetna municija je raspoređena na većoj ili manjoj površini. RBK-250 se može spustiti sa minimalne visine leta od 60 m i u rasponu brzina od 200—1.200 km/h (Mach 0,16—Mach 0,98).

## Varijante

### RBK-250 AO-1
Ova verzija je napunjena sa 150 malih fragmentacionih bombi AO-1. Postoje nekoliko verzija ovih bombi i to: AO-1M i AO-1MF. Po izgledu, bombe podsećaju na minobacačku granatu sa četiri stabilizacijska peraja oko kojih je pričvršćeno kutijasto krilo. AO-1 bomba je duga 15,6 m (51 ft), prečnika 49 mm (1,9 in) i teška 1,2 kg (2,6 lb). Do aktiviranja bombe dolazi pri udaru o površinu zemlje. AO-1 bomba ima radijus fragmentacije od 7—10 m (23—33 ft). 
| Bomba        | Dužina          | Prečnik          | Raspon krila      | Težina          |
| RBK-250 AO-1 | 1,49 m (4,9 ft) | 325 mm (12,8 in) | 407 mm (1,335 ft) | 196 kg (432 lb) |

### RBK-250 ZAB-2,5
Ova verzija je napunjena sa 51 zapaljivom bombom ZAB 2.5. Bombe imaju cilindričnu geometriju trupa dužine 24,4—24,9 cm (0,80—0,82 ft), prečnika 68 mm (2,7 in) i težine 2,2—2,5 kg (4,9—5,5 lb). Postoje više verzija ovih bombi i to: ZAB-2.5M i ZAB-2.5SM. Prve dve verzije imaju zapaljivo punjenje od H-16/17 Termita. Verzija ZAB-2,5M ima dodatno eksplozivno punjenje, koje se aktivira pomoću tajmera. Ove dve bombe imaju vreme sagorevanja od 120-180 sekundi. Verzija ZAB-2.5SM ima zapaljivo punjenje od termita i napalma OM-68-35. Vreme sagorevanja je 3-5 minuta. Sve verzije kasetne bombe koje padnu na zemlju one tu i sagore. Bombe se prostiru na površini od 3.900-28.400 m². 
| Bomba           | Dužina          | Prečnik          | Raspon krila      | Težina                  |
| RBK-250 ZAB-2,5 | 1,49 m (4,9 ft) | 325 mm (12,8 in) | 407 mm (1,335 ft) | 174—190 kg (384—419 lb) |

### RBK-250 PTAB-2,5
Ova verzija je napunjena sa 30 bombi punjenja PTAB 2.5. Ova bomba podseća na malu avionsku bombu. Cilindričnog je oblika i ima četiri izdužena stabilizirajuća krila na krmi. Udarni upaljač ADTS-583 nalazi se na vrhu bombe ispod balističkog poklopca. Bomba PTAB 2.5 je duga 35,6 cm (1,17 ft), prečnika 60 mm (2,4 in) i teška 2,5 kg (5,5 lb). Oblikovano punjenje može probiti 120 mm oklopnog čelika. 
| Bomba            | Dužina          | Prečnik        | Raspon krila      | Težina          |
| RBK-250 PTAB-2,5 | 1,49 m (4,9 ft) | 50 mm (2,0 in) | 407 mm (1,335 ft) | 171 kg (377 lb) |

### RBK-250-275 AO-1STsch
Ova verzija je napunjena sa 150 malih fragmentacionih bombi AO-1STsch. Bombica AO-1STsch podseća na malu avionsku bombu, dugačka je 18,8 cm (0,62 ft), prečnik joj je 49 mm (1,9 in) i teška je 0,997 kg (2,20 lb). Do paljenja dolazi pri udaru o površinu zemlje. Bombica AO-1STsch ima radijus fragmentacije od 8—12 m (26—39 ft) 
| Bomba                 | Dužina          | Prečnik          | Raspon krila      | Težina          |
| RBK-250-275 AO-1STsch | 2,15 m (7,1 ft) | 325 mm (12,8 in) | 407 mm (1,335 ft) | 280 kg (620 lb) |

### RBK-250-275 PTAB-2,5M
Ova verzija je napunjena sa 42 bombe punjenja PTAB 2.5. Bomba PTAB-2,5M ima vitak, cilindrični trup na zadnjem delu koji ima četiri stabilizatorska krila oko kojih je pričvršćeno kutijasto krilo. Udarni osigurač AVM-524M je pričvršćen za vrh bombe. Postoje dve verzije ove bombe: kratka i duža verzija. Bombe su dugačke 37,4—39,5 cm (1,23—1,30 ft), prečnika 68 mm (2,7 in) i težine 2,5—2,8 kg (5,5—6,2 lb). Oblikovano punjenje može probiti 200 mm oklopnog čelika. Fragmentacioni omotač pričvršćen za oblikovano punjenje deluje na udaljenosti od 5—10 m (16—33 ft) 
| Bomba                 | Dužina          | Prečnik          | Raspon krila     | Težina          |
| RBK-250-275 PTAB-2,5M | 2,15 m (7,1 ft) | 325 mm (12,8 in) | 410 mm (1,35 ft) | 247 kg (545 lb) |

### RBK-250-275 AO-2,5RT
Ova verzija je napunjena sa 60 fragmentacionih bombi AO-2,5RT. Bomba AO-2,5RT ima ovalno telo i sastoji se iz tri dela: centralnog dela sa upaljačom VP-P 84 i dve hemisferične podmunicije. Bomba je duga 18,3 cm (0,60 ft), ima prečnik 30 mm (1,2 in) i teška 2,5 kg (5,5 lb). Kada udari u zemlju, fitilj u srednjem delu detonira i odbacuje dve rakete. Posle kratkog odlaganja eksplodiraju iznad zemlje. Radijus fragmentacije je 20—30 m (66—98 ft). 
| Bomba                | Dužina          | Prečnik          | Raspon krila     | Težina    |
| RBK-250-275 AO-2,5RT | 2,15 m (7,1 ft) | 325 mm (12,8 in) | 410 mm (1,35 ft) | nepoznato |

### RBK-250A
Ova verzija je napunjena bombama za hemijsko ratovanje. Postoje više verzije ove bombe i to: RBK-250A, RBK-250AD i RBK-250AM. Malo se zna o različitim bombama. Bomba sa oznakom AD-1 sadrži oko 1 kg (2,2 lb) mešavine ratnog agensa HL (ruska oznaka RK-7). Uništenjem ruskih zaliha hemijskog oružja, ove bombe su povučene iz upotrebe. 
| Bomba    | Dužina          | Prečnik          | Raspon krila      | Težina          |
| RBK-250A | 1,49 m (4,9 ft) | 325 mm (12,8 in) | 407 mm (1,335 ft) | 171 kg (377 lb) |

## Korišćenje RBK-250 u konfliktima
1979-1989: - RBK-250 je prvi put upotrebljena u nekom ratu tokom sovjetske intervencije u Avganistanu.
1980-1988: - Takođe je ova kasetna upotrebljena u Prvom zalivskom ratu, to jest preciznije Iračko-Iranskom ratu.
1989-2001: - U Avganistanu su bila tri građanska rata i to: 1989-1992, zatim 1992-1996 i 1996-2001 i u sva ta tri rata su povremeno korišćene ove kasetne.
1990-1995: - Upotrebljena je tokom jugoslovenskih ratova.
1993-2009: - U građanskom ratu na Šri Lanki su takođe upotrbljavane ove kasetne bombe.
1994-1996: - RBK-250 je korišćen i u Prvom čečenskom ratu.
1999-2000: - Takođe i u drugom čečenskom ratu su korišćenje ove kasetne bombe.
2011-2019: - U građanskom ratu u Libiji su u više navrata korišćene ove kasetne bombe.
2012-2019: - I u građanskom ratu u Siriji su korišćenje ove kasetne bombe.
2022-2023...: Na samom početku ruske specijalne operacije u Ukrajini su korišćene ove kasetne.
Ova kasetna bomba RBK-250 se prodavala širom sveta tako da je ogroman deo tih kasetnih završio na afričkom kontinentu gde su u većini sukoba korišćene te kasetne bombe. 

## Avioni koji su sposobni da nose RBK-250
- Aero L-39 Albatros
- Jakovljev Jak-130 (NATO-Codename: Mitten)
- Mikojan-Gurevič MiG-21 (Fishbed)
- Mikojan-Gurevič MiG-23 (Flogger)
- Mikojan-Gurevič MiG-27 (Flogger-D)
- Mikojan-Gurevič MiG-29 (Fulcrum)
- Mikojan-Gurevič MiG-35 (Fulcrum-F)
- Soko J-22 Orao
- Suhoj Su-17 (Fitter)
- Suchoi Su-20 (Fitter)
- Suchoi Su-22 (Fitter)
- Suhoj Su-24 (Fencer)
- Suhoj Su-25 (Frogfoot)
- Suhoj Su-30 (Flanker-C)
- Suhoj Su-34 (Fullback)
- Suhoj Su-35 (Flanker-E)
- Tupoljev Tu-22M (Backfire)
- Tupoljev Tu-160 (Blackjack)
- Mil Mi-8 (Hip)
- Mil Mi-24 (Hind)
- Mil Mi-28 (Havoc)
- Kamow Ka-29 (Helix-B)
- Kamov Ka-52 Alligator (Hokum-B)

## Literatura
- Duncan Lennox: Jane’s Air launched Weapon, Edition 1998. Jane’s Information Group. 1998.  978-0-7106-3108-4.
- Jefim Gordon (2004). Soviet/Russian Aircraft Weapons since World War Two. Midland Publishing. ISBN 978-1-8578-0188-0.
- Ove Dullum: Cluster weapons – military utility and alternatives. Forsvarets forskningsinstitutt / Norwegian Defence Research Establishment (FFI), 2008.
- SPRE Basalt: Unguided Air Bombs. Offizieller Produktekatalog der Federal State Unitary Enterprise Basalt, Moskau, Russland, 2008.

## Spoljašnje veze
- (језик: енглески) "That's Not a Cluster Bomb" - The Differences Between OFAB 250-270s and RBK-500s RBK-250 & RBK-500 bei bellingcat.com
- (језик: руски) КАССЕТНЫЕ БОМБЫ